# أووسو بنسون
أووسو بنسون (بالإنجليزية: Owusu Benson)‏ (مواليد 22 مارس 1977) هو لاعب كرة قدم. يلعب مع منتخب غانا لكرة القدم منذ عام 1999.

## وصلات خارجية
- أووسو بنسون على موقع رابطة كرة القدم اليابانية للمحترفين (اليابانية)
- أووسو بنسون على موقع قاعدة بيانات كرة القدم.إي يو (الإنجليزية)
- أووسو بنسون على موقع ناشيونال فوتبول تيمز (الإنجليزية)
- أووسو بنسون على موقع عالم كرة القدم.نت (الإنجليزية)

- National Football Teams